# Pithomictus elegans
Pithomictus elegans là một loài bọ cánh cứng trong họ Cerambycidae.